# Harpolithobius vignatagliantii
Harpolithobius vignatagliantii är en mångfotingart som beskrevs av Zapparoli 1989. Harpolithobius vignatagliantii ingår i släktet Harpolithobius och familjen stenkrypare.
Artens utbredningsområde är Turkiet. Inga underarter finns listade i Catalogue of Life.